# Rambong (Bubon)
Rambong is een bestuurslaag in het regentschap Aceh Barat van de provincie Atjeh, Indonesië. Rambong telt 290 inwoners (volkstelling 2010).